# Arthroleptis adolfifriederici
Arthroleptis adolfifriederici är en groddjursart som beskrevs av Fritz Nieden 1911. Arthroleptis adolfifriederici ingår i släktet Arthroleptis och familjen Arthroleptidae. IUCN kategoriserar arten globalt som livskraftig. Inga underarter finns listade i Catalogue of Life.